# هندریک سی ون دو هالست
هندریک سی ون دو هالست (انگلیسی: Hendrik C. van de Hulst; ۱۹ نوامبر ۱۹۱۸ – ۳۱ ژوئیهٔ ۲۰۰۰) دانشمند در زمینه اخترشناسی اهل پادشاهی هلند بود.
وی همچنین برندهٔ جوایزی همچون جایزه چارلز استارک دراپر، جایزه بروس، نشان هنری دراپر، مدال ادینگتون، و نشان رامفورد شده‌است.